# José Mejía Vides
José Mejía Vides fue un pintor, escultor y grabador salvadoreño. Estudió en su juventud en el Instituto Nacional de Artes Gráficas bajo la tutela de Carlos Alberto Imery; sin embargo, su posterior viaje a México influenció su estilo. Durante la década de los 30 y 40, pintó sus mejores cuadros, y las obras de los grandes muralistas mexicanos influenciaron en la temática de sus obras. Ganó el primer Premio Nacional de Cultura en 1976, fecha que se estableció dicho galardón. El artista salvadoreño Salvador Salazar Arrué, Salarrué, se refirió de él así:

“Centro América no es Tahití. Éste Mejía Vides no es el francés que huye de Bretaña para pintar lo que no es francés, en un delirio de exotismo que el mundo ahora le agradece. No es el cazador de paraísos, más o menos afortunado en las rutas marinas y selváticas. Mejía Vides es el español en el indio. Ahora quiero repetir: “La pintura de José Mejía Vides tiene todas las cualidades de la pintura de Gauguin… Tahití tiene su Gauguin y Cuscatlán tiene su Mejía Vides. No se puede dejar de pensar en Guaguin viendo las mejores obras de José Mejía Vides, aquél se hizo loco por Tahití y Mejía Vides por Panchimalco"

## Biografía
Nació en San Salvador el 19 de marzo de 1903, fue pintor, escultor y grabador y primero de seis hijos de don José Mejía y doña Jesús Vides Navarro. Vivió la mayor parte de su vida en los Planes de Renderos, muy cerca de Panchimalco. Estuvo casado con Clementina Suárez, poeta hondureña. Le sobreviven dos hijas.
Inició su capacitación formal como artista a los 15 años, estudiando dibujo y pintura de 1918 a 1922 en la Escuela Nacional de Artes Gráficas "Carlos Alberto Imery". En 1922, con una beca otorgada por el Gobierno de México, atendió a la Academia de San Carlos en la Ciudad de México, donde permaneció hasta 1927. Durante su estadía participó también en las Escuelas al Aire Libre en Tlaplan con los maestros Alfredo Ramos Martínez y el japonés 'Tamiji Kitagawa.
Este último le enseñó la técnica del grabado en madera o xilografía. Su paso por México fue decisivo en su desarrollo como artista. Allí fue introducido al muralismo mexicano, a los modernistas franceses y al arte japonés. Entre 1948 y 1949 regresó a México donde cursó el Taller de Ensayo de Materiales y Prácticas de Pintura Mural en el Instituto Politécnico Nacional de ese país. En esta ocasión conoció la técnica de la vinilita, material que sustituiría al óleo en su obra pictórica.
De 1940 a 1948 fue profesor de dibujo en la Escuela Nacional de Artes Gráficas, donde fungió como Director de 1949 a 1950. De allí pasó a la Dirección General de Bellas Artes donde fue Jefe del Departamento de Artes Plásticas hasta 1960.
Merecedor de numerosos premios artísticos tanto en El Salvador como en el extranjero. Fue galardonado, en su primera convocatoria, con el primer Premio Nacional de Cultura en 1976, fecha que se estableció dicho galardón. Participó en exhibiciones individuales y colectivas en El Salvador, Costa Rica, México, Estados Unidos y España.
A finales de la década de los ochenta fue víctima del Glaucoma, enfermedad que le ocasionó la pérdida gradual de la vista. Murió a los 90 años, en San Salvador, el 21 de agosto de 1993.

## Obras
José Mejía Vides es un icono de la transformación pictórica salvadoreña. Su formación temprana, y luego, su estadía en México, país que ese momento estaba viviendo una transformación en el campo de las artes, lo pone en contacto con muchas de las experiencias que se dieron al aire libre.
Esta nueva forma de hacer arte lo embrujó tanto que, cuando él regresó a El Salvador, implementó esa metodología usada en México, consiguiendo romper muchos de los esquemas que se mantenían vigentes. 
Esta misma provocación, que él generó con su técnica muralista, y que le valió amistades de la talla de Diego Rivera y de Frida Kahlo', lo llevó a vivir en una de las comunidades de mayor arraigo cultural que existe en El Salvador: Panchimalco.
“De esta manera, en su momento, él empieza a proponer, en su obra, las costumbres, los tipos, el entorno de las personas que viven en Panchimalco y le da una gran presencia a la población indígena”, al apreciar la obra de Mejía Vides no solo se percibe un valor estético puro, sino una suma de valores etnográficos, antropológicos y botánicos de la época en que él creó sus piezas.

Este artista salvadoreño no solo incursionó en las artes plásticas (donde buscó las formas del óleo, los secretos del lienzo y el uso de la vinilita (material plástico protector, una especie de sellador). También exploró en los caminos del grabado, la escultura y la xilografía (impresión en “hojas” de madera, mediante planchas de hierro caliente).

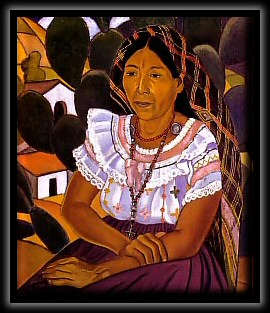
Obra realizada por José Mejía Vides con el cual obtuvo el Premio Nacional de Cultura.

Igualmente, se desarrolló en el campo de la docencia, cuando trabajó en la Escuela Nacional de Artes Gráficas y después llegó a ser director del departamento de Artes Plásticas de la Dirección General de Bellas Artes. En palabras de Expertos y críticos de arte , es a través de la docencia que él transmitió los conocimientos adquiridos a sus pupilos.
Y es que su trabajo llegó a ser tan respetado por su calidad estética, no-solo por extraños sino que de igual, o quizá mayor, por conocidos. Uno de estos admiradores de su arte fue Salvador Salazar Arrué (Salarrué), quien le pidió a Mejía Vides ilustrara sus cuentos en el libro llamado “Cuentos de Barro”, aun cuando el mismo literato gozara de fama de buen pintor y caricaturista.

## Escudo de la ciudad de San Salvador

Escudo de armas de la ciudad de San Salvador, El Salvador. Diseño ganador de 1943. Fue realizado por el artista salvadoreño José Mejía Vides.

El Escudo de Armas de la ciudad de San Salvador. fue emitido a través de un concurso promovido por la municipalidad presidida por el Prof. José María Melara Estrada, quien el 16 de agosto de 1943 proclama como ganador el diseño presentado por el artista plástico y pintor José Mejía Vides.
En 1940 apareció en un periódico capitalino la convocatoria a un concurso para diseñar en escudo de la Municipalidad de San Salvador el sobrino del pintor, René Mejía Vides relata la historia sobre la realización del escudo:

Mi tío, el pintor José Mejía Vides, le contó mi querido padre, Max Mejía Vides, la siguiente historia: "Visité a Francisco Gavidia y al doctor Óscar Emeterio Salazar para investigar el significado náhuatl de Cuzcatlán. Ellos me informaron que el significado era “lugar de preseas, tierra de dicha o lugar de riquezas” y se compone de dos palabras: cozcatl = “collar”, símbolo de la riqueza, y de la palabra tlan = “abundancia”. Gavidia me dijo que para él era “como un collar de esmeraldas”. Mi tío continuó con el relato: “Un día, cansado de pintar, me dormí y soñé con el Escudo y al despertar me di cuenta de que era la fecha para la entrega del concurso; tenía que dar una explicación en cuanto al significado y en el camino escribí las siguientes explicaciones: Este se divide en cuatro cuadrantes, de izquierda a derecha lleva el primero un collar de esmeraldas, símbolo de Cuscatlán; en el segundo se proyecta oblicuamente los colores de la antigua Bandera Federal; en el tercero, de igual forma, están los colores de nuestro Pabellón Nacional; en el cuarto está representada la campana de la Iglesia de la Merced, cuyas manos del Prócer de la Independencia, el Presbítero José Matías Delgado, hiciera vibrar en febril arrebato, llamando al pueblo por primera vez a la insurrección en conquista de nuestra Independencia. Después de varios días, recibí la noticia de que había ganado el concurso”

El Escudo se divide en cuatro paneles, de izquierda a derecha, el primero ostenta un collar de esmeraldas, símbolo de Cuscatlán, en el segundo y el tercero se muestra de forma oblicua la antigua bandera federal de El Salvador, pero también con los colores actuales de la misma. Y en el cuarto una campana que representa la independencia librada por el pueblo. La campana es parte de la Iglesia de la Merced. 
En esos mismos paneles se muestran tres fechas importantes de la ciudad:
- 1525: Año de fundación de la ciudad de San Salvador.
- 1811: Sucede el Primer Grito de Independencia.
- 1821: Año de Independencia de Centroamérica.

El escudo de San Salvador es el emblema heráldico que desde el 1943, año de su adopción, representa a la ciudad de San Salvador, capital de El Salvador.

## Influencia
- Paul Gauguin
- Tamiji Kitagawa
- Diego Rivera

## Premios y condecoraciones
- 1.er premio de pintura de óleo en la exposición de San Carlos de México (1926)
- 1.er premio en la exposición de pintores centroamericanos patrocinada por la Universidad de Tulane (1939)
- Orden Nacional José Matías Delgado en el Grado de Comendador  (1962)
- 1.er premio de Pintura en la Exposición de la Primera Olimpiada de Santa Ana (1965)
- 1.er lugar del Primer Certamen Pictórico Industrial (1962)
- Premio Nacional de Cultura (1976)
- Premio Nacional en Fotografía en la Exposición de Dibujo y Pintura de la Biblioteca Nacional de El Salvador (1976)
- Orden Nacional José Matías Delgado en el Grado de Gran Cruz Placa de Plata  (1983)
- Premio Laurel de Oro otorgado por Laboratorios Ancalmo  (1986)